# Korpo
Korpo este o fostă comună din Finlanda.